# Goephanes minimus
Goephanes minimus är en skalbaggsart som beskrevs av Stefan von Breuning 1961. Goephanes minimus ingår i släktet Goephanes och familjen långhorningar. Inga underarter finns listade i Catalogue of Life.